# Guisat
El guisat és una tècnica de cocció poc precisa que consisteix a cuinar un aliment en suc semigreixós, amb condiments i sovint amb verdures (porro, pastanaga, api, ceba, pèsols, etc.) en una cassola al fogó. Un guisat és un plat cuinat d'aquesta manera. L'aliment cuinat sol ser carn, especialment aquelles que es consideren que poden ser més dures, o també pot ser peix. Als Països Catalans es parla de vegades de carn guisada com a sinònim de carn estofada. El guisat inclou les verdures ofegades, els suquets de peix, el fricandó, etc. Bàsicament, l'aliment es fregeix primer lleugerament en aquesta amb una mica de matèria grassa (saïm, mantega, oli d'oliva), després es pot retirar o no per a fer un sofregit amb el mateix oli, l'aliment torna a la cassola amb verdura, bolets, patates, etc., es cobreix de líquid (pot ser brou o aigua, pot haver-hi també vi, etc.) i es cou tot plegat. A la cuina dels Països Catalans és usual d'afegir-hi una picada alguns minuts abans d'acabar la cocció. L'aliment queda humit i molt tou, de vegades la carn gairebé se separa de l'os, amb suc abundant, generalment de color marró fosc translúcid.